# Caloscarta basirubra
Caloscarta basirubra är en insektsart som beskrevs av Kato 1929. Caloscarta basirubra ingår i släktet Caloscarta och familjen spottstritar. Inga underarter finns listade i Catalogue of Life.